# كونترا فورس
كونترا فورس (بالإنجليزية: Contra Force) ، هي لعبة إلكترونية من إنتاج شركة كونامي عام 1992م، وهي من نوع أقتل واجري، وكان من المفترض إصدارها للنسخة اليابانية يدعى آرك هاوند (باليابانية: アークハウンド) ، ولكنها ألغي الإصدار اليابانية بعد ذلك.

## وصلة خارجية
- Contra Force على موبي غيمز